# Ad extremas
Ad extremas ist eine Enzyklika von Papst Leo XIII., die vom 24. Juni 1893 datiert und den Untertitel „Über Seminare für einheimische Priester in den Missionsländern“ trägt.

## Begrüßung und Einleitung
In seiner Einleitung erinnert der Papst an die Missionsarbeit des Heiligen Franz Xaver in China und lobt dessen Arbeit, die er zur Christianisierung, insbesondere von Hindus, geleistet habe. Hiernach stellt er mögliche Wege zur Ausdehnung des Christentums im Fernen Osten vor.

## Gründung neuer Diözesen
In enger Zusammenarbeit mit den portugiesischen  Behörden in Indien und Indochina sowie dem portugiesischen König wurde mit dem „Apostolischen Schreiben Humanae salutis“ vom September 1886 vereinbart, folgende Kirchenprovinzen zu etablieren:
- Goa als die patriarchalische Diözese,
- Des Weiteren Agra, Bombay, Verapoly, Calcutta, Madras, Pondicherry und Colombo.

## Einheimische Priester
Er beschreibt die Missionsarbeit als schwierig, solange es keine einheimischen Priester gebe, und diese Meinung habe auch bereits der Heilige Franz Xaver vertreten. Dieses sei auch deshalb notwendig, da einheimische Priester die Riten und Sitten der Bevölkerung kennen würden und deshalb einen persönlichen Kontakt aufnehmen könnten, denn sie wüssten am besten, wann es gilt zu reden oder zu schweigen. Mit diesen Maßnahmen verspreche er sich eine bessere Verbreitung des Christentums in Indien und forderte, dass die Anzahl der einheimischen Priester proportional zu den fremden Priestern ansteigen müsse. Die Christenverfolgungen in Japan, China und Äthiopien könnten deutlich verringert werden, wenn es dem einheimischen Klerus gelänge, durch seine Sprache und Kenntnis ihres einheimischen Landes die Sakramente zu schützen und das Evangelium dem Volk zu vermitteln. Sehr wichtig sei aus seiner Sicht ebenso die Achtung vor der Natur und dem Altertum, es ginge nicht um Bedrohung, sondern um Überzeugung.

## Einrichtung von Priesterseminaren
Die Synoden von Colombo, Bangalore und Allahabad aus den Jahren 1887, hätten mit der Zustimmung des Heiligen Stuhles  beschlossen, dass in den Kirchenprovinzen Priesterseminare für einheimischen Priesternachwuchs gegründet werden sollen. Die Bischöfe sollten versuchen, diese Einrichtungen finanziell zu unterstützen und die Seminaristen könnten auch in anderen Diözesen ihr Studium absolvieren. Es sollten auch keine Kosten und Mühen gescheut werden, jungen Männern eine umsichtige und gute Ausbildung anzubieten.